# Indian Wells Open 2007 - Qualificazioni singolare femminile
Le qualificazioni del singolare femminile dell7Indian Wells Open 2007 sono state un torneo di tennis preliminare per accedere alla fase finale della manifestazione. Le vincitrici dell'ultimo turno sono entrate di diritto nel tabellone principale. In caso di ritiro di una o più giocatrici aventi diritto a queste sono subentrate le lucky loser, ossia le giocatrici che hanno perso nell'ultimo turno ma che avevano una classifica più alta rispetto alle altre partecipanti che avevano comunque perso nel turno finale.
Le qualificazioni del torneo Indian Wells Open  2007 prevedevano 48 partecipanti di cui 12 sono entrate nel tabellone principale.

## Teste di serie
1. Julia Vakulenko (Qualificata)
2. Viktoryja Azaranka (Qualificata)
3. Julia Schruff (primo turno)
4. Alberta Brianti (Qualificata)
5. Jaroslava Švedova (primo turno)
6. Anastasija Rodionova (ultimo turno)
7. Sandra Klösel (Qualificata)
8. Varvara Lepchenko (ultimo turno)
9. Alla Kudrjavceva (primo turno)
10. Laura Pous Tió (primo turno)
11. Edina Gallovits (primo turno)
12. Emmanuelle Gagliardi (ultimo turno)

1. Galina Voskoboeva (primo turno)
2. Tatjana Maria (primo turno)
3. Anne Keothavong (primo turno)
4. Tat'jana Puček (Qualificata)
5. Melinda Czink (ultimo turno)
6. Stéphanie Foretz Gacon (Qualificata)
7. Lindsey Nelson (primo turno)
8. Mathilde Johansson (primo turno)
9. Anastasija Pivovarova (primo turno)
10. Hana Šromová (primo turno)
11. Maret Ani (ultimo turno)
12. Yvonne Meusburger (Qualificata)

## Qualificati
1. Julia Vakulenko
2. Viktoryja Azaranka
3. Yvonne Meusburger
4. Alberta Brianti
5. Lindsey Nelson
6. Tat'jana Puček

1. Sandra Klösel
2. Galina Voskoboeva
3. Yuan Meng
4. Ol'ga Savčuk
5. Kateryna Bondarenko
6. Stéphanie Foretz Gacon

## Tabellone

### Legenda
| - Q = Qualificato - WC = Wild card - LL = Lucky loser | - ALT = Alternate - SE = Special Exempt - PR = Protected Ranking | - w/o = Walkover - r = Ritirato - d = Squalificato |

### Sezione 1
|  | Primo turno | Primo turno        | Primo turno     | Primo turno | Primo turno |  |  | Ultimo turno | Ultimo turno       | Ultimo turno       | Ultimo turno | Ultimo turno |  |
|  |             |                    |                 |             |             |  |  |              |                    |                    |              |              |  |
|  | 1           | Julia Vakulenko    | Julia Vakulenko | 7           | 6           |  |  |              |                    |                    |              |              |  |
|  |             | Marina Eraković    | Marina Eraković | 5           | 4           |  |  | 1            | Julia Vakulenko    | Julia Vakulenko    | 6            | 6            |  |
|  |             | Viktorija Kutuzova | 5               | 7           | 6           |  |  |              | Viktorija Kutuzova | Viktorija Kutuzova | 2            | 1            |  |
|  | 22          | Hana Šromová       | 7               | 5           | 2           |  |  |              |                    |                    |              |              |  |

### Sezione 2
|  | Primo turno | Primo turno        | Primo turno      | Primo turno | Primo turno |  |  | Ultimo turno | Ultimo turno       | Ultimo turno       | Ultimo turno | Ultimo turno |  |
|  |             |                    |                  |             |             |  |  |              |                    |                    |              |              |  |
|  | 2           | Viktoryja Azaranka | 6                | 4           | 6           |  |  |              |                    |                    |              |              |  |
|  |             | Paola Suárez       | 4                | 6           | 3           |  |  | 2            | Viktoryja Azaranka | Viktoryja Azaranka | 6            | 6            |  |
|  | 17          | Melinda Czink      | Melinda Czink    | 6           | 6           |  |  | 17           | Melinda Czink      | Melinda Czink      | 4            | 4            |  |
|  |             | Jessica Kirkland   | Jessica Kirkland | 3           | 2           |  |  |              |                    |                    |              |              |  |

### Sezione 3
|  | Primo turno | Primo turno            | Primo turno       | Primo turno | Primo turno |  |  | Ultimo turno | Ultimo turno      | Ultimo turno      | Ultimo turno | Ultimo turno |  |
|  |             |                        |                   |             |             |  |  |              |                   |                   |              |              |  |
|  |             | Iroda Tulyaganova      | Iroda Tulyaganova | 6           | 6           |  |  |              |                   |                   |              |              |  |
|  | 3           | Julia Schruff          | Julia Schruff     | 3           | 4           |  |  |              | Iroda Tulyaganova | Iroda Tulyaganova | 5            | 68           |  |
|  | 24          | Yvonne Meusburger      | 5                 | 7           | 6           |  |  | 24           | Yvonne Meusburger | Yvonne Meusburger | 7            | 7            |  |
|  |             | Margalita Chakhnašvili | 7                 | 5           | 2           |  |  |              |                   |                   |              |              |  |

### Sezione 4
|  | Primo turno | Primo turno     | Primo turno     | Primo turno | Primo turno |  |  | Ultimo turno | Ultimo turno    | Ultimo turno | Ultimo turno | Ultimo turno |  |
|  |             |                 |                 |             |             |  |  |              |                 |              |              |              |  |
|  | 4           | Alberta Brianti | Alberta Brianti | 6           | 6           |  |  |              |                 |              |              |              |  |
|  |             | Erika Takao     | Erika Takao     | 2           | 1           |  |  | 4            | Alberta Brianti | 4            | 6            | 6            |  |
|  | 23          | Maret Ani       | Maret Ani       | 6           | 6           |  |  | 23           | Maret Ani       | 6            | 2            | 1            |  |
|  |             | Ivana Abramović | Ivana Abramović | 4           | 2           |  |  |              |                 |              |              |              |  |

### Sezione 5
|  | Primo turno | Primo turno       | Primo turno       | Primo turno | Primo turno |  |  | Ultimo turno     | Ultimo turno     | Ultimo turno | Ultimo turno | Ultimo turno |  |
|  |             |                   |                   |             |             |  |  |                  |                  |              |              |              |  |
|  |             | Stéphanie Dubois  | Stéphanie Dubois  | 6           | 0           |  |  |                  |                  |              |              |              |  |
|  | 5           | Jaroslava Švedova | Jaroslava Švedova | 1           | 0r          |  |  | Stéphanie Dubois | Stéphanie Dubois | 2            | 6            | 3            |  |
|  |             | Lindsey Nelson    | Lindsey Nelson    | 6           | 6           |  |  | Lindsey Nelson   | Lindsey Nelson   | 6            | 1            | 6            |  |
|  | 19          | Abigail Spears    | Abigail Spears    | 3           | 3           |  |  |                  |                  |              |              |              |  |

### Sezione 6
|  | Primo turno | Primo turno          | Primo turno          | Primo turno | Primo turno |  |  | Ultimo turno | Ultimo turno         | Ultimo turno         | Ultimo turno | Ultimo turno |  |
|  |             |                      |                      |             |             |  |  |              |                      |                      |              |              |  |
|  | 6           | Anastasija Rodionova | Anastasija Rodionova | 6           | 7           |  |  |              |                      |                      |              |              |  |
|  |             | Kimberly Couts       | Kimberly Couts       | 4           | 5           |  |  | 6            | Anastasija Rodionova | Anastasija Rodionova | 3            | 1            |  |
|  | 16          | Tat'jana Puček       | Tat'jana Puček       | 6           | 6           |  |  | 16           | Tat'jana Puček       | Tat'jana Puček       | 6            | 6            |  |
|  |             | Anne Yelsey          | Anne Yelsey          | 2           | 2           |  |  |              |                      |                      |              |              |  |

### Sezione 7
|  | Primo turno | Primo turno        | Primo turno      | Primo turno | Primo turno |  |  | Ultimo turno | Ultimo turno       | Ultimo turno | Ultimo turno | Ultimo turno |  |
|  |             |                    |                  |             |             |  |  |              |                    |              |              |              |  |
|  | 7           | Sandra Klösel      | Sandra Klösel    | 6           | 6           |  |  |              |                    |              |              |              |  |
|  |             | Sandra Záhlavová   | Sandra Záhlavová | 2           | 2           |  |  | 7            | Sandra Klösel      | 2            | 7            | 7            |  |
|  |             | Mathilde Johansson | 2                | 6           | 6           |  |  |              | Mathilde Johansson | 6            | 5            | 62           |  |
|  | 20          | Klára Zakopalová   | 6                | 4           | 2           |  |  |              |                    |              |              |              |  |

### Sezione 8
|  | Primo turno | Primo turno       | Primo turno       | Primo turno       | Primo turno |  |  | Ultimo turno | Ultimo turno      | Ultimo turno | Ultimo turno | Ultimo turno |  |
|  |             |                   |                   |                   |             |  |  |              |                   |              |              |              |  |
|  | 8           | Varvara Lepchenko | Varvara Lepchenko | 6                 | 6           |  |  |              |                   |              |              |              |  |
|  |             | Kyra Nagy         | Kyra Nagy         | 0                 | 2           |  |  | 8            | Varvara Lepchenko | 65           | 7            | 64           |  |
|  |             | Galina Voskoboeva | Galina Voskoboeva | Galina Voskoboeva | 2           |  |  |              | Galina Voskoboeva | 7            | 5            | 7            |  |
|  | 13          | Kirsten Flipkens  | Kirsten Flipkens  | Kirsten Flipkens  | 1r          |  |  |              |                   |              |              |              |  |

### Sezione 9
|  | Primo turno | Primo turno      | Primo turno | Primo turno | Primo turno |  |  | Ultimo turno    | Ultimo turno    | Ultimo turno    | Ultimo turno | Ultimo turno |  |
|  |             |                  |             |             |             |  |  |                 |                 |                 |              |              |  |
|  |             | Yuan Meng        | 3           | 6           | 7           |  |  |                 |                 |                 |              |              |  |
|  | 9           | Alla Kudrjavceva | 6           | 1           | 65          |  |  | Yuan Meng       | Yuan Meng       | Yuan Meng       | 7            | 6            |  |
|  |             | Anne Keothavong  | 6           | 2           | 6           |  |  | Anne Keothavong | Anne Keothavong | Anne Keothavong | 65           | 3            |  |
|  | 15          | Yulia Fedossova  | 3           | 6           | 3           |  |  |                 |                 |                 |              |              |  |

### Sezione 10
|  | Primo turno | Primo turno           | Primo turno    | Primo turno | Primo turno |  |  | Ultimo turno          | Ultimo turno          | Ultimo turno | Ultimo turno | Ultimo turno |  |
|  |             |                       |                |             |             |  |  |                       |                       |              |              |              |  |
|  |             | Ol'ga Savčuk          | Ol'ga Savčuk   | 7           | 6           |  |  |                       |                       |              |              |              |  |
|  | 10          | Laura Pous Tió        | Laura Pous Tió | 64          | 4           |  |  | Ol'ga Savčuk          | Ol'ga Savčuk          | 4            | 6            | 6            |  |
|  |             | Anastasija Pivovarova | 3              | 6           | 6           |  |  | Anastasija Pivovarova | Anastasija Pivovarova | 6            | 3            | 4            |  |
|  | 21          | Karin Knapp           | 6              | 2           | 2           |  |  |                       |                       |              |              |              |  |

### Sezione 11
|  | Primo turno | Primo turno         | Primo turno         | Primo turno | Primo turno |  |  | Ultimo turno        | Ultimo turno        | Ultimo turno        | Ultimo turno | Ultimo turno |  |
|  |             |                     |                     |             |             |  |  |                     |                     |                     |              |              |  |
|  |             | Kateryna Bondarenko | Kateryna Bondarenko | 6           | 7           |  |  |                     |                     |                     |              |              |  |
|  | 11          | Edina Gallovits     | Edina Gallovits     | 0           | 5           |  |  | Kateryna Bondarenko | Kateryna Bondarenko | Kateryna Bondarenko | 6            | 6            |  |
|  |             | Tatjana Maria       | Tatjana Maria       | 6           | 7           |  |  | Tatjana Maria       | Tatjana Maria       | Tatjana Maria       | 3            | 2            |  |
|  | 14          | Kristina Barrois    | Kristina Barrois    | 3           | 65          |  |  |                     |                     |                     |              |              |  |

### Sezione 12
|  | Primo turno | Primo turno            | Primo turno            | Primo turno | Primo turno |  |  | Ultimo turno | Ultimo turno           | Ultimo turno           | Ultimo turno | Ultimo turno |  |
|  |             |                        |                        |             |             |  |  |              |                        |                        |              |              |  |
|  | 12          | Emmanuelle Gagliardi   | 7                      | 64          | 6           |  |  |              |                        |                        |              |              |  |
|  |             | Coco Vandeweghe        | 5                      | 7           | 4           |  |  | 12           | Emmanuelle Gagliardi   | Emmanuelle Gagliardi   | 2            | 3            |  |
|  | 18          | Stéphanie Foretz Gacon | Stéphanie Foretz Gacon | 6           | 6           |  |  | 18           | Stéphanie Foretz Gacon | Stéphanie Foretz Gacon | 6            | 6            |  |
|  |             | Lindsay Lee-Waters     | Lindsay Lee-Waters     | 0           | 2           |  |  |              |                        |                        |              |              |  |